# Erigeron subtrinervis
Erigeron subtrinervis là một loài thực vật có hoa trong họ Cúc. Loài này được Rydb. ex Porter & Britton mô tả khoa học đầu tiên năm 1894.